# Llista de presidents de Bangladesh
Aquesta és la llista dels presidents de Bangladesh després de la independència del país l'any 1971. Després de l'any 1991 el president és solament cap d'estat del país, un càrrec cerimonial, i és triat pel parlament.
Partits polítics
|    | Nom                         | Començament del mandat | Fi del mandat          | Naixement - Mort                              | Partit                            | Referències   |
| -- | --------------------------- | ---------------------- | ---------------------- | --------------------------------------------- | --------------------------------- | ------------- |
| 1  | Sheikh Mujibur Rahman       | 10 d'abril de 1971     | 12 de gener de 1972    | 17 de març de 1920 - 15 d'agost de 1975       | Lliga Awami                       | [ 3 ] [ 4 ]   |
| 2  | Abu Sayeed Chowdhury        | 12 de gener de 1972    | 24 de desembre de 1973 | 31 de gener de 1921 - 2 d'agost de 1987       | Lliga Awami                       | [ 5 ]         |
| 3  | Mohammad Mohammadullah      | 24 de desembre de 1973 | 25 de gener de 1975    | 21 d'octubre de 1921 - 11 de novembre de 1999 | Lliga Awami                       | [ 6 ]         |
| 4  | Sheikh Mujibur Rahman       | 25 de gener de 1975    | 15 d'agost de 1975     | 17 de març de 1920 - 15 d'agost de 1975       | Lliga Awami                       |               |
| 5  | Khondaker Mostaq Ahmad      | 15 d'agost de 1975     | 6 de novembre de 1975  | 1918 til 5 de març de 1996                    | Lliga Awami                       | [ 7 ]         |
| 6  | Abu Sadat Mohammad Sayem    | 6 de novembre de 1975  | 21 d'abril de 1977     | 29 de març de 1916 - 8 de juliol de 1997      | Partit Nacionalista de Bangladesh | [ 8 ]         |
| 7  | Ziaur Rahman                | 21 d'abril de 1977     | 30 de maig de 1981     | 19 de gener de 1936 - 30 de maig de 1981      | Partit Nacionalista de Bangladesh | [ 9 ]         |
| 8  | Abdus Sattar                | 30 de maig de 1981     | 24 de març de 1982     | 1906 - 5 d'octubre de 1985                    | Partit Nacionalista de Bangladesh | [ 10 ]        |
| 9  | A.F.M. Ahsanuddin Chowdhury | 27 de març de 1982     | 11 de desembre de 1983 | 1915 - 20 d'agost de 2001                     | partit Jatiya                     | [ 11 ]        |
| 10 | Hossain Mohammad Ershad     | 11 de desembre de 1983 | 6 de desembre de 1990  | 2 de gener de 1930                            | partit Jatiya                     |               |
| 11 | Shahabuddin Ahmed           | 6 de desembre de 1990  | 10 d'octubre de 1991   | 1 de febrer de 1930                           | cap (president interí)            | [ 12 ] [ 13 ] |
| 12 | Abdur Rahman Biswas         | 10 d'octubre de 1991   | 9 d'octubre de 1996    | 1 de setembre de 1926                         | Partit Nacionalista de Bangladesh | [ 14 ]        |
| 13 | Shahabuddin Ahmed           | 9 d'octubre de 1996    | 14 de novembre de 2001 | 1 de febrer de 1930                           | Lliga Awami                       |               |
| 14 | Badruddoza Chowdhury        | 14 de novembre de 2001 | 21 de juny de 2002     | 1 de febrer de 1930                           | Partit Nacionalista de Bangladesh | [ 15 ] [ 16 ] |
| 15 | Jamiruddin Sircar           | 21 de juny de 2002     | 6 de setembre de 2002  | 1 de desembre de 1931                         | Partit Nacionalista de Bangladesh | [ 17 ]        |
| 16 | Iajuddin Ahmed              | 6 de setembre de 2002  | 12 de febrer de 2009   | 1 de febrer de 1931                           | Partit Nacionalista de Bangladesh | [ 18 ] [ 19 ] |
| 17 | Zillur Rahman               | 12 de febrer de 2009   | 20 de març de 2013     | 3 de març de 1929                             | Lliga Awami                       | [ 20 ]        |
| 18 | Abdul Hamid                 | 20 de març de 2013     | 24 d'abril de 2023     | 1 de gener de 1944                            | Lliga Awami                       |               |
| 19 | Shahabuddin Chuppu          | 24 d'abril de 2023     | actualitat             | 10 de desembre de 1949                        | Lliga Awami                       |               |